# Prétot-Sainte-Suzanne
Prétot-Sainte-Suzanne è un comune francese di 336 abitanti situato nel dipartimento della Manica nella regione della Normandia.

## Società

### Evoluzione demografica
Abitanti censiti